# Raphael Montoya
Raphael Montoya (Nizza, 24 novembre 1995) è un triatleta e duatleta francese.

## Carriera
Nel 2011 è arrivato 9° ai Campionati del mondo di triathlon di Pechino nella categoria junior.
Nello stesso anno vince la gara di Coppa Europa di Holten e si classifica 5º ai Campionati europei di triathlon di Pontevedra sempre tra i junior.
Nel 2012 inizia l'anno con un 14º posto ai Campionati del mondo di duathlon di Nancy.
Si classifica quindi 13° ai Campionati europei di triathlon di Eilat.
Inizia il 2013 vincendo la gara di Coppa Europa di Quarteira in Portogallo.
Vince la medaglia d'argento ai Campionati europei di triathlon di Alanya nella categoria junior a quasi 20" dal connazionale Dorian Coninx e davanti al britannico Marc Austin.
Si classifica 4° ai Campionati del mondo di triathlon di Londra nella stessa categoria.
Vince i campionati nazionali francesi di triathlon nella categoria junior e si classifica 7º ai campionati nazionali élite.
Nel 2014 si laurea campione del mondo di triathlon - categoria junior - ai Campionati di Edmonton, davanti agli australiani Jacob Birtwhistle e Calvin Quirk.
Vince anche i Campionati europei di triathlon di Kitzbühel, sempre nella categoria junior, davanti allo spagnolo Antonio Serrat Seoane e al connazionale Maxime Hueber-Moosbrugger. Nello stesso anno si aggiudica anche i campionati nazionali francesi.
Nel 2016 vince la sua prima gara nella categoria élite ed in particolare la competizione di coppa europa di Holten.
Ai Campionati europei di triathlon di Lisbona categoria élite si classifica 21º.
Nel 2017 arriva 1º ai Campionati del mondo di triathlon di Rotterdam, laureandosi campione della categoria under 23.
Ai Campionati europei di triathlon di Kitzbühel vince la medaglia d'argento gli élite, dietro al portoghese João Pereira e davanti all'altro portoghese João Pedro Silva.

## Titoli
- Campione del mondo di triathlon (Under 23) - 2017
- Campione del mondo di triathlon (Junior) - 2014
- Campione europeo di triathlon (Junior) - 2014
- Campione francese di triathlon (Junior) - 2013, 2014